# Bicyclus trilophus
Bicyclus trilophus is een vlinder van de familie van de Nymphalidae, van de onderfamilie van de Satyrinae. De soort is voor het eerst wetenschappelijk beschreven als Mycalesis trilophus door Hans Rebel in een publicatie uit 1914.
De soort komt voor in de bossen van Kameroen, Gabon, Congo-Brazzaville, Congo-Kinshasa, Oeganda en Zambia.